# Delarbrea longicarpa
Delarbrea longicarpa é uma espécie de Delarbrea.